# Circolo Matematico di Palermo
De Circolo Matematico di Palermo (Italiaans voor wiskundige kring van Palermo) is een Italiaans wiskundig genootschap, dat in 1884 in Palermo werd opgericht door de Siciliaanse meetkundige Giovanni B. Guccia.
De Circolo matematico di Palermo was naast de Academies het oudste Italiaanse wiskundig genootschap.
Drie jaar later, in 1887, richtte Guccia ook het belangrijke wiskundige tijdschrift, Rendiconti del Circolo matematico di Palermo op.
Vanaf 1888 mochten ook buitenlandse wiskundigen lid worden. Ten tijde van de dood van Guccia in 1914 was de Circolo Matematico di Palermo uitgegroeid tot het belangrijkste internationale wiskundige genootschap, met ongeveer duizend leden Tijdens de Eerste Wereldoorlog en ook daarna daalde de invloed van dit genootschap echter snel.

## Voetnoten
1. 1 2  De wiskundige kring van Palermo, Het MacTutor geschiedenis van de wiskunde archief.
2. ↑  Grattan-Guinness, Ivor, Rainbow of Mathematics: A History of the Mathematical Sciences. W. W. Norton & Company (2000). .